# Tinodes prihatmoi
Tinodes prihatmoi är en nattsländeart som beskrevs av Malicky 1998. Tinodes prihatmoi ingår i släktet Tinodes och familjen tunnelnattsländor. Inga underarter finns listade i Catalogue of Life.